# Urtica fissa
Urtica fissa là loài thực vật có hoa trong họ Tầm ma. Loài này được E. Pritz. miêu tả khoa học đầu tiên năm 1900.